# 엑소마스
엑소마스(영어: ExoMars, Exobiology on Mars)는 유럽 우주국(ESA)과 러시아 연방 우주국(RFSA)이 참여하는 화성 탐사 계획이다. 참고로, 엑소바이올로지(exobiology)는 우주 생물학을 의미한다.

## 역사
엑소마스 기체 추적 궤도선(ExoMars Trace Gas Orbiter, TGO)과 테스트 버전의 착륙선 스키아파렐리 EDM는 2016년 3월 14일 발사되었다. TGO는 2016년 10월 19일 화성 궤도에 진입해 화성의 메탄가스 등의 여러 가스 분포에 대한 지도를 만들었다.
2009년 12월 17일, ESA는 NASA와 함께하는 2단계 화성탐사 임무를 최종승인했다. 8억 5천만 유로 (12억 3천만 달러, 1조 3천억원)의 예산이 승인되었다.
엑소마스 계획은 2016년 1단계 사업, 2020년 2단계 사업으로 2회 발사되며, 모두 러시아의 프로톤 로켓을 사용한다.
2016년 1단계 계획은 엑소마스 기체 추적 궤도선에서 스키아파렐리 EDM 착륙선을 화성에 착륙시켜 탐사하고, 2020년 2단계 계획은 러시아 연방 우주국이 스키아파렐리 EDM 착륙선을 개조한 착륙선을 만들고, 엑소마스 로버가 화성을 1년 넘게 돌아다니며 탐사할 것이다. 착륙선은 러시아 국영 라보츠킨 80%, ESA 20%로 제작에 참여한다. 참고로, 2020년 2단계 발사 계획은 2028년 이후로 연기되었다.

## 임무 프로파일

### 1단계
엑소마스 기체 추적 궤도선과 스키아파렐리 EDM은 프랑스 탈레스 알레니아 스페이스에서 제작했다. 궤도선 3,732 kg, 착륙선 600 kg의 무게이며, 러시아 프로톤 로켓으로 발사되었다.
스키아파렐리 EDM은 낙하산으로 화성 표면에 착륙한 직후, 이동하지 않고 화성 탐사 데이터를 송신한 후, 수명을 다할 예정이었으나 착륙 실패로 화성 표면에 추락, 폭발하였다.